# Harlon Hill
Harlon Junious Hill (* 5. Mai 1935 in Killen, Alabama; † 21. März 2013 in Florence, Alabama) war ein US-amerikanischer American-Football-Spieler. Er spielte End und Defensive Back in der National Football League (NFL).

## Spielerlaufbahn

### Collegekarriere
Harlon Hill studierte von 1950 bis 1953 Lehramt am Florence State Teachers College. Während seiner Studienzeit lief er auch für die Footballmannschaft seines Colleges auf und war in den Jahren 1952 und 1953 Mannschaftskapitän des Teams. Aufgrund seiner sportlichen Leistungen wurde er 1953 zum All-American gewählt. Da seine Mannschaft in einer unterklassigen Collegeliga agierte, war er den Scouts der NFL nicht besonders aufgefallen, was einer erfolgreichen Profikarriere zunächst entgegenstand.

### Profikarriere
Aufgrund seines geringen Bekanntheitsgrades wurde Hill 1954 erst in der 15. Runde an 174. Stelle der  NFL Draft durch die von George Halas trainierten Chicago Bears ausgewählt. Bereits in seinem Rookiejahr als Footballprofi machte er landesweit auf sich aufmerksam. Er fing in diesem Jahr zwölf Pässe seiner Quarterbacks George Blanda und Zeke Bratkowski, die er zu Touchdowns verwerten konnte. Diese Leistung war Ligarekord. Auch im folgenden Jahr erzielte er mit neun gefangenen Touchdowns den Ligarekord. Im Jahr 1956 übernahm Paddy Driscoll das Traineramt bei der Mannschaft aus Chicago. Die Bears gewannen in dieser Spielrunde neun von zwölf Spielen und zogen mit dieser Leistung in das NFL Endspiel ein. Obwohl Harlon Hill im Endspiel sechs Pässe für einen Raumgewinn von 87 Yards fangen konnte, gingen die New York Giants mit 47:7 als Sieger vom Platz.
Die Leistungen von Hill wurden nach der Saison 1956 immer schwächer, im Jahr 1957 kam noch eine schwere Verletzung hinzu. Hill hatte zudem Probleme mit Alkohol. In der Offense der Mannschaft erhielt er wenig Einsatzzeit, kam dafür aber verstärkt in der Defense als Defensive Back zum Einsatz. 1962 endete seine Laufbahn in Chicago, die Bears gaben ihn an die Pittsburgh Steelers ab, die ihn nach nur sieben Spielen noch im selben Spieljahr zu den Detroit Lions schickten. Nach einem erfolglosen Spieljahr in Detroit beendete Hill seine Laufbahn.

## Nach der Spielerlaufbahn
Harlon Hill hatte bereits im Jahr 1955 während seiner Profizeit sein Lehramtsstudium mit dem Bachelor of Education abgeschlossen. Er bekämpfte erfolgreich seine Alkoholabhängigkeit. Hill kehrte nach Alabama zurück und wurde dort Lehrer. Im Jahr 1969 wurde ihm von seinem College der Master verliehen. 1986 etablierte er die Harlon Hill Trophy, die jährlich an den besten Footballspieler einer Collegemannschaft aus der NCAA Division II verliehen wird. 

## Ehrungen
Harlon Hill spielte dreimal im Pro Bowl und wurde dreimal zum All-Pro gewählt. Im Jahr 1955 erfolgte die Wahl zum NFL Most Valuable Player. Er ist Mitglied in der Alabama Sports Hall of Fame und in der University of North Alabama Athletic Hall of Fame. Die Chicago Bears ehren ihn auf dem Chicago Bears Ring of Honor. Die Stadt Florence ehrt ihn auf dem City of Florence Walk of Honor. Harlon Hill ist auf dem Tri-Cities Memorial Gardens in seiner Heimatstadt Florence beerdigt.

## Quelle
- Jens Plassmann: NFL – American Football. Das Spiel, die Stars, die Stories (= Rororo 9445 rororo Sport). Rowohlt, Reinbek bei Hamburg 1995, ISBN 3-499-19445-7.

| Personendaten    | Personendaten                               |
| ---------------- | ------------------------------------------- |
| NAME             | Hill, Harlon                                |
| ALTERNATIVNAMEN  | Hill, Harlon Junious                        |
| KURZBESCHREIBUNG | US-amerikanischer American-Football-Spieler |
| GEBURTSDATUM     | 5. Mai 1935                                 |
| GEBURTSORT       | Killen, Alabama                             |
| STERBEDATUM      | 21. März 2013                               |
| STERBEORT        | Florence, Alabama                           |